# Ryan Connor
Ryan Connor (* 6. April 1984 in Ballymena) ist ein nordirischer Radrennfahrer.	
Ryan Connor begann seine internationale Karriere 2005 bei dem UCI Continental Team Driving Force Logistics. Bei den Commonwealth Games 2006 in Melbourne wurde er hinter dem Goldmedaillengewinner Nathan O’Neill 16. beim Zeitfahren. Später startete Connor als U23-Fahrer bei der Straßen-Radweltmeisterschaft in Salzburg im Zeitfahren 44. und Straßenrennen den 124. Platz belegte. 2007 siegte er in der Tour ta'Malta. Bis Ende Mai  2008 fuhr er für internationale Radsportteams, konnte jedoch keine besonderen Ergebnisse erzielen.

## Teams
- 2005 Driving Force Logistics
- 2006 Sean Kelly Team
- 2007 Giant Asia Racing Team
- 2008 Pezula Racing Team